# Franschhoek
Franschhoek é uma cidade da África do Sul, situada na província de Cabo Ocidental a cerca de 50 quilómetros da Cidade do Cabo. 

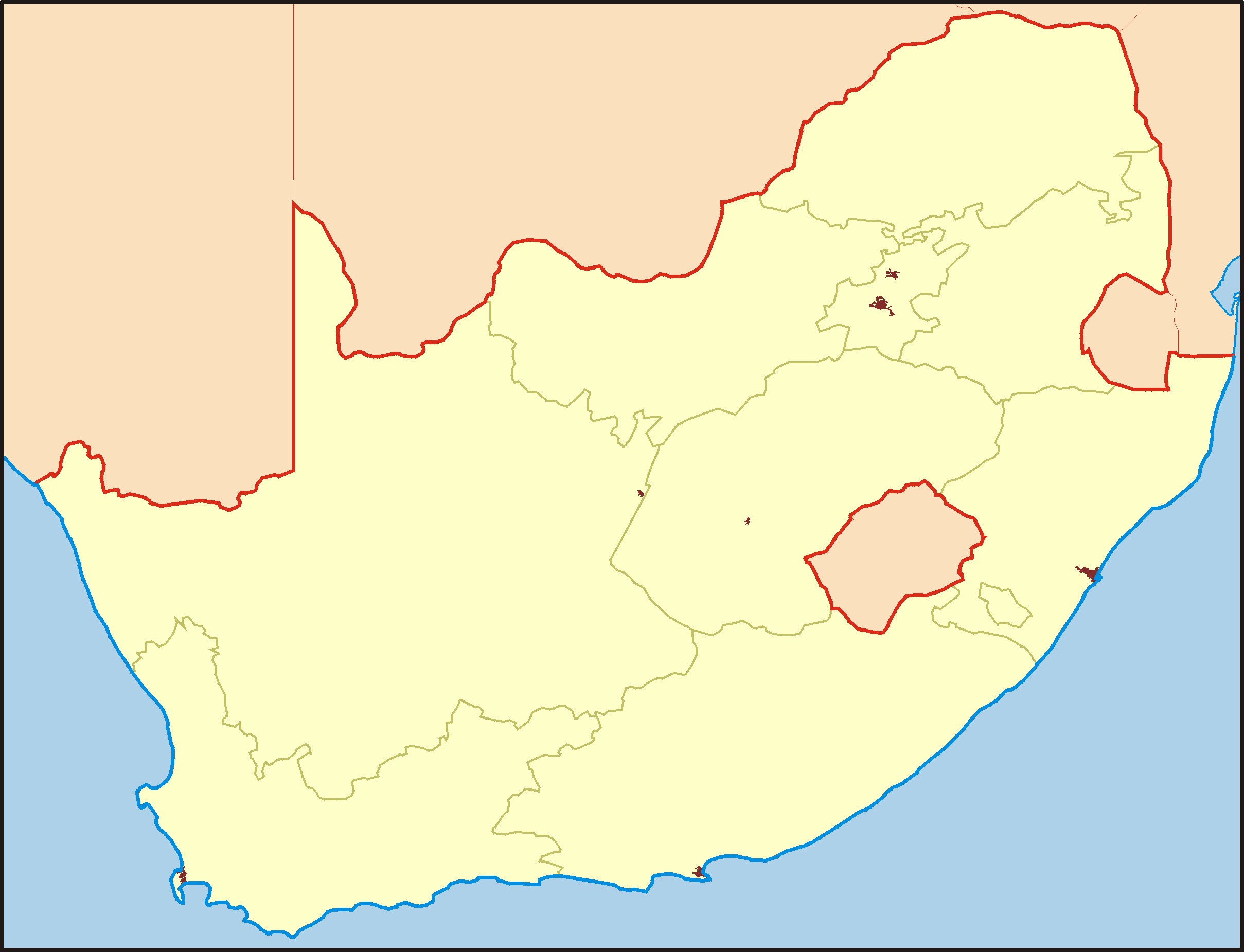
Localização de Franschhoek na África do Sul

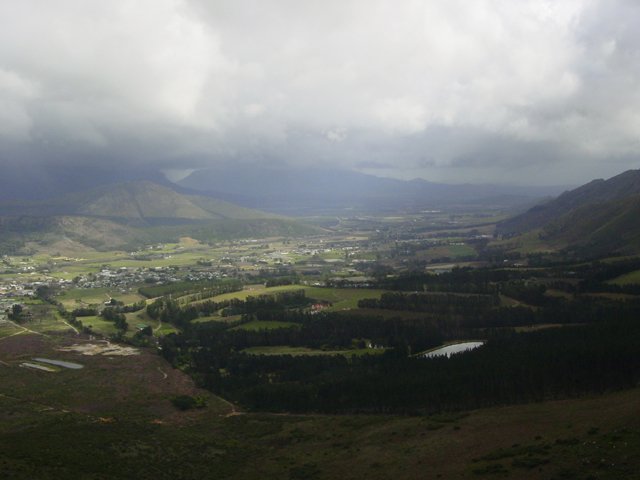
Vale de Franschhoek.

.

## História
No século XVII, o governador  Simon van der Stel tinha insistido junto da Companhia das Índias Orientais para que lhe fossem fornecidos especialistas em vinhedos e oliveiras com o fim de cultivar as terras ricas em aluviões. A referida companhia aceitou o seu pedido e a 31 de Dezembro de 1687, um primeiro navio transportando refugiados huguenotes de origens francesas deixou os Países Baixos e partiu para a Cidade do Cabo. Esses huguenotes encontravam-se nos Países Baixos devido à revogação do Édito de Nantes por Luís XIV de França. A companhia oferecia-lhes um pecúlio e uma terra para cultivar na África do Sul por cinco anos no mínimo.
Ao fim de uma viagem que durou três meses, durante a qual muitos pereceram, 176 huguenotes desembarcaram na Cidade do Cabo durante o primeiro trimestre de 1688. A 20 de Março de 1688 o  navio Berg China transportando mais alguns huguenotes deixou os Países Baixos e partiu para a Cidade do Cabo. Ao todo, perto de 277 huguenotes instalaram-se na então colónia neerlandesa.
O governador Van der Stel tinha-lhes reservado terras no vale de Olifantshoek, rapidamente rebatizado para Franschhoek (literalmente:  «o canto dos franceses» em língua africâner), com o fim de os franceses pudessem aí desenvolver a cultura da vinha.
O reverendo Pierre Simond tentou em vão preservar o uso da língua francesa contestando a política de assimilação do governador. . Ele tentou sem sucesso em 1689 que o culto pudesse ser praticado em língua francesa. Uma geração mais tarde, a assimilação foi concluída e não existia nenhum francófono na colónia. 
A cultura da vinha desenvolveu-se em Franschhoek  e em todo o vale do Drakenstein graças aos esforços dos huguenotes franceses

Segundo o reverendo Bossie Minnaar no artigo L'héritage huguenot, une bonne affaire, p 54 da revista  Ulysse n°120, Novembro-Dezembro de 2007 até aos anos 80 " a pequena cidade era inteiramente povoada por pessoas falando a língua africâner, existindo apenas 3 famílias de língua inglesa e um negro".
A partir dos anos 90, numerosas quintas foram recuperadas por fundos de investimento e por pessoas de de origem europeia, especialmente ingleses e franceses. Assim não admira que na actualidade cerca de 11% da população seja anglófona. 
Numerosos nomes de família franceses subsistem na região (du Toit, Marais, du Plessis, Malan, Malherbe, Joubert). É por esse motivo que a maior parte das quintas e domínios vitícolas do vale têm nomes de consonância francesa (Chamonix, l'Ormarins, l'Abri). 
Desde 2000, Franschhoek faz parte do município de  Stellenbosch.

## Turismo

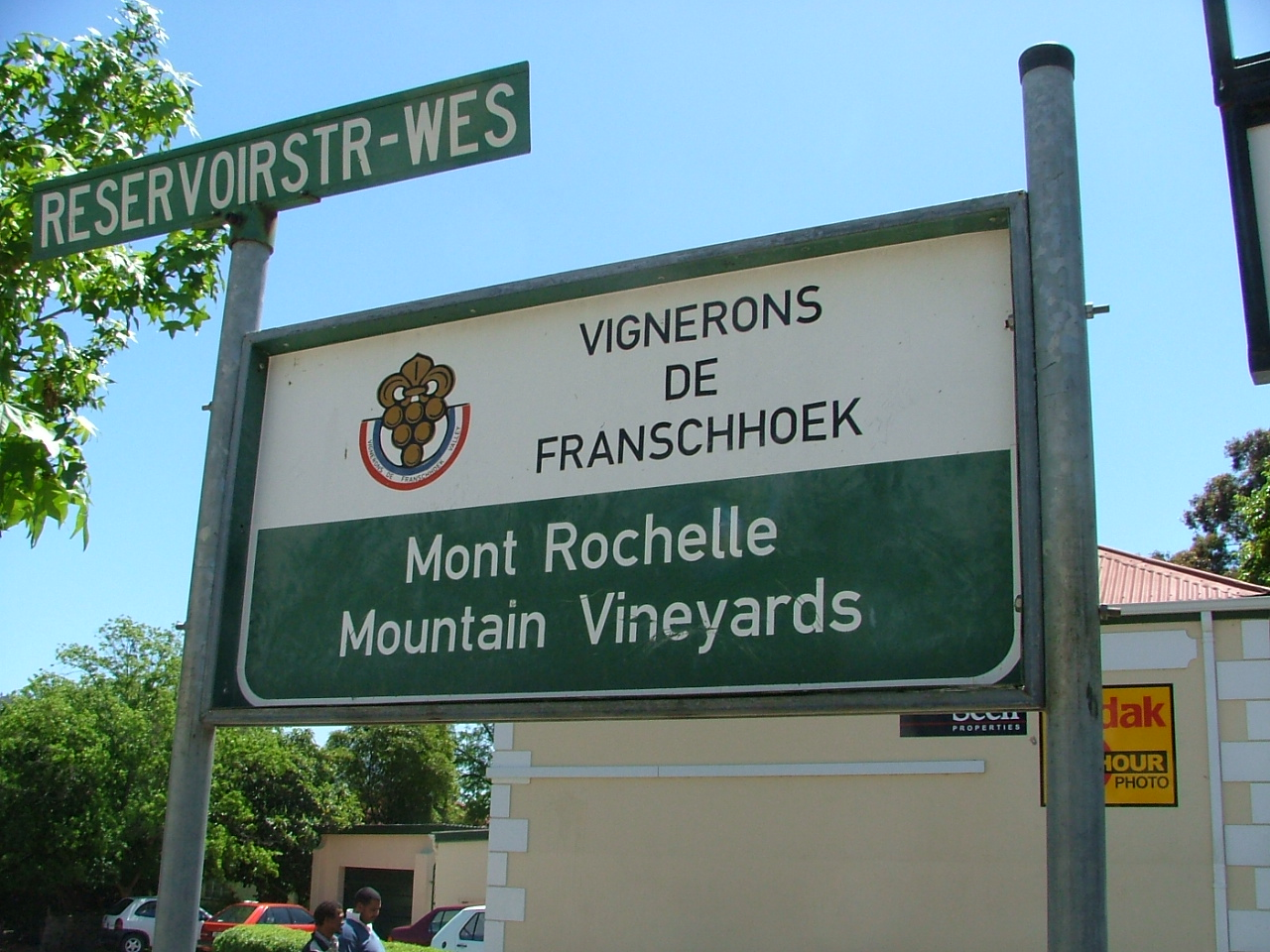
Tabuleta de sinalização em Franschhoek

A uma hora de carro da Cidade do Cabo, Franschhoek é uma localidade africâner calma e próspera que dá aos visitantes a possibilidade de degustar uma vasta gama de vinhos para acompanhar a cozinha francesa refinada e de visitar soberbos domínios vinícolas como o de Boschendal.
O burgo é composto por uma rua principal possuindo o memorial e o museu dedicado aos huguenote (Hugenoot Museum), que recebe cerca de 60 mil visitantes por ano (40% são franceses). O museu é também um centro de pesquisa genealógica. Muito perto fica o velho cemitério que abriga sepulturas de huguenotes e seus descendentes.
Apesar de a língua francesa não ser aí falada, numerosas indicações em língua francesa na cidade chamam a atenção para a influência dos huguenotes, em especial no domínio vinícola.